# Dyskografia White Lies
Dyskografia White Lies, brytyjskiego zespołu rockowego, zawiera sześć albumów studyjnych, pięć minialbumów, 25 singli i 20 teledysków (stan na lipiec 2025 roku).
W grupie, funkcjonującej od 2007 roku jako White Lies, grają: Harry McVeigh (śpiew, gitara rytmiczna, keyboard), Charles Cave (gitara basowa, wokal wspierający) i Jack Lawrence-Brown (perkusja). 
Ich pierwszym wydawnictwem był minialbum pt. Unfinished Business, który zawierał wyłącznie dwa utwory i został wydany w limitowanym nakładzie 500 sztuk. Singel „Death” wydany w 2008 roku był pierwszym utworem, który znalazł się w notowaniu UK Singles Chart, sięgając 52. miejsca. Debiutancki album To Lose My Life... został wydany 19 stycznia 2009 roku. Odniósł komercyjny sukces, debiutując na 1. miejscu UK Albums Chart. W kolejnych latach White Lies wydał następujące płyty studyjne: Ritual (2011), Big TV (2013), Friends (2016), Five (2019) i As I Try Not to Fall Apart (2022).

## Albumy

### Albumy studyjne
| Rok                                                     | Tytuł                      | Szczegóły                                                              | Najwyższa pozycja na liście | Najwyższa pozycja na liście | Najwyższa pozycja na liście | Najwyższa pozycja na liście | Najwyższa pozycja na liście | Najwyższa pozycja na liście | Najwyższa pozycja na liście | Najwyższa pozycja na liście | Najwyższa pozycja na liście | Najwyższa pozycja na liście | Najwyższa pozycja na liście | Certyfikaty (status)                     |
| Rok                                                     | Tytuł                      | Szczegóły                                                              | UK                          | AUT                         | BEL                         | DEN                         | FRA                         | GER                         | NLD                         | POL                         | SCO                         | SWI                         | US                          | Certyfikaty (status)                     |
| ------------------------------------------------------- | -------------------------- | ---------------------------------------------------------------------- | --------------------------- | --------------------------- | --------------------------- | --------------------------- | --------------------------- | --------------------------- | --------------------------- | --------------------------- | --------------------------- | --------------------------- | --------------------------- | ---------------------------------------- |
| 2009                                                    | To Lose My Life...         | - Data: 19 stycznia 2009 - Wydawca: Fiction - Format: CD, LP, download | 1                           | 57                          | 24                          | 10                          | 119                         | 50                          | 31                          | —                           | 3                           | 73                          | 146                         | - BPI: Złoto - IFPI: Złoto - IRMA: Złoto |
| 2011                                                    | Ritual                     | - Data: 17 stycznia 2011 - Wydawca: Fiction - Format: CD, LP, download | 3                           | 21                          | 4                           | 2                           | 123                         | 10                          | 3                           | 14                          | 3                           | 19                          | 95                          | - BPI: Srebro                            |
| 2013                                                    | Big TV                     | - Data: 12 sierpnia 2013 - Wydawca: Fiction - Format: CD, LP, download | 4                           | 23                          | 14                          | 10                          | 129                         | 19                          | 12                          | 26                          | 11                          | 3                           | —                           |                                          |
| 2016                                                    | Friends                    | - Data: 7 października 2016 - Wydawca: BMG - Format: CD, LP, download  | 11                          | 59                          | 11                          | —                           | —                           | 40                          | 32                          | —                           | 15                          | 50                          | —                           |                                          |
| 2019                                                    | Five                       | - Data: 1 lutego 2019 - Wydawca: PIAS - Format: CD, LP, download       | 14                          | 30                          | 9                           | —                           | —                           | 18                          | 12                          | —                           | 11                          | 15                          | —                           |                                          |
| 2022                                                    | As I Try Not to Fall Apart | - Data: 18 lutego 2022 - Wydawca: PIAS - Format: CD, LP, download      | 14                          | 45                          | 16                          | —                           | —                           | 36                          | 9                           | 43                          | 6                           | 23                          | —                           |                                          |
| „—” oznacza, że album nie był notowany na danej liście. |                            |                                                                        |                             |                             |                             |                             |                             |                             |                             |                             |                             |                             |                             |                                          |
| [ 7 ] [ 11 ]                                            | [ 7 ] [ 11 ]               | [ 7 ] [ 11 ]                                                           | [ 5 ]                       | [ 12 ]                      | [ 13 ]                      | [ 14 ]                      | [ 13 ]                      | [ 15 ]                      | [ 16 ]                      | [ 17 ]                      | [ 5 ]                       | [ 13 ]                      | [ 18 ]                      |                                          |

### Minialbumy
| Rok                                                         | Tytuł                             | Szczegóły                                      | Najwyższa pozycja na liście |
| Rok                                                         | Tytuł                             | Szczegóły                                      | FRA                         |
| ----------------------------------------------------------- | --------------------------------- | ---------------------------------------------- | --------------------------- |
| 2008                                                        | Unfinished Business               | - Data: 28 kwietnia 2008 - Wydawca: Chess Club | —                           |
| 2010                                                        | The Remixes                       | - Data: 17 kwietnia 2010 - Wydawca: Fiction    | —                           |
| 2013                                                        | White Lies Amazon Artist Lounge   | - Data: 29 lipca 2013 - Wydawca: Polydor       | 133                         |
| 2013                                                        | There Goes Our Love Again Remixes | - Data: 23 sierpnia 2013 - Wydawca: Polydor    | —                           |
| 2013                                                        | Small TV                          | - Data: 6 listopada 2013 - Wydawca: Fiction    | —                           |
| „—” oznacza, że minialbum nie był notowany na danej liście. |                                   |                                                |                             |
| [ 7 ] [ 11 ]                                                | [ 7 ] [ 11 ]                      | [ 7 ] [ 11 ]                                   | [ 13 ]                      |

## Single
| Rok          | Tytuł | Najwyższa pozycja na liście | Najwyższa pozycja na liście | Najwyższa pozycja na liście | Najwyższa pozycja na liście | Najwyższa pozycja na liście | Najwyższa pozycja na liście | Najwyższa pozycja na liście | Najwyższa pozycja na liście | Najwyższa pozycja na liście | Album                      |
| Rok          | Tytuł | UK                          | AUT                         | BEL                         | DEN                         | MEX                         | NLD                         | POL (LP3)                   | SCO                         | SWI                         | Album                      |
| ------------ | --- | --------------------------- | --------------------------- | --------------------------- | --------------------------- | --------------------------- | --------------------------- | --------------------------- | --------------------------- | --------------------------- | -------------------------- |
| 2008         | „Unfinished Business” | —                           | —                           | —                           | —                           | —                           | —                           | —                           | —                           | —                           | To Lose My Life…           |
| 2008         | „Death” | 52                          | —                           | —                           | —                           | 30                          | —                           | 35                          | 8                           | —                           | To Lose My Life…           |
| 2009         | „To Lose My Life” | 34                          | —                           | —                           | —                           | 28                          | —                           | 43                          | 4                           | 70                          | To Lose My Life…           |
| 2009         | „Farewell to the Fairground” | 33                          | —                           | —                           | —                           | —                           | 83                          | 1                           | 9                           | —                           | To Lose My Life…           |
| 2011         | „Bigger than Us” | 42                          | 46                          | 36                          | 38                          | 25                          | 45                          | 48                          | 42                          | 96                          | Ritual                     |
| 2011         | „Strangers” | —                           | —                           | —                           | —                           | —                           | —                           | 44                          | —                           | —                           | Ritual                     |
| 2011         | „Holy Ghost” | —                           | —                           | —                           | —                           | —                           | —                           | —                           | —                           | —                           | Ritual                     |
| 2011         | „The Power & the Glory” | —                           | —                           | —                           | —                           | —                           | —                           | —                           | —                           | —                           | Ritual                     |
| 2013         | „There Goes Our Love Again” | —                           | —                           | —                           | —                           | 38                          | —                           | —                           | —                           | —                           | Big TV                     |
| 2013         | „First Time Caller” | —                           | —                           | —                           | —                           | —                           | —                           | —                           | —                           | —                           | Big TV                     |
| 2016         | „Take It Out on Me” | —                           | —                           | —                           | —                           | —                           | —                           | —                           | —                           | —                           | Friends                    |
| 2016         | „Come On” | —                           | —                           | —                           | —                           | —                           | —                           | —                           | —                           | —                           | Friends                    |
| 2016         | „Morning in LA” | —                           | —                           | —                           | —                           | —                           | —                           | —                           | —                           | —                           | Friends                    |
| 2016         | „Hold Back Your Love” | —                           | —                           | —                           | —                           | 43                          | —                           | —                           | —                           | —                           | Friends                    |
| 2017         | „Don't Want to Feel It All” | —                           | —                           | —                           | —                           | —                           | —                           | —                           | —                           | —                           | Friends                    |
| 2018         | „Time to Give” | —                           | —                           | —                           | —                           | —                           | —                           | —                           | —                           | —                           | Five                       |
| 2018         | „Believe It” | —                           | —                           | —                           | —                           | —                           | —                           | —                           | —                           | —                           | Five                       |
| 2018         | „Finish Line” | —                           | —                           | —                           | —                           | —                           | —                           | —                           | —                           | —                           | Five                       |
| 2019         | „Tokyo” | —                           | —                           | —                           | —                           | 19                          | —                           | —                           | —                           | —                           | Five                       |
| 2019         | „Hurt My Heart” | —                           | —                           | —                           | —                           | —                           | —                           | —                           | —                           | —                           | Five                       |
| 2021         | „As I Try Not to Fall Apart” | —                           | —                           | —                           | —                           | —                           | —                           | ×                           | —                           | —                           | As I Try Not to Fall Apart |
| 2021         | „I Don't Want to Go to Mars” | —                           | —                           | —                           | —                           | —                           | —                           | ×                           | —                           | —                           | As I Try Not to Fall Apart |
| 2022         | „Am I Really Going to Die” | —                           | —                           | —                           | —                           | —                           | —                           | ×                           | —                           | —                           | As I Try Not to Fall Apart |
| 2022         | „Blue Drift” | —                           | —                           | —                           | —                           | —                           | —                           | ×                           | —                           | —                           | As I Try Not to Fall Apart |
| 2025         | „Nothing On Me” | —                           | —                           | —                           | —                           | —                           | —                           | ×                           | —                           | —                           | bd.                        |
|              | „—” oznacza, że singel nie był notowany na danej liście. „×” oznacza okresy, w których listy nie istniały bądź nie były archiwizowane. |                             |                             |                             |                             |                             |                             |                             |                             |                             |                            |
| [ 7 ] [ 11 ] | [ 7 ] [ 11 ] | [ 5 ]                       | [ 12 ]                      | [ 13 ]                      | [ 14 ]                      | [ 20 ]                      | [ 16 ]                      | [ 21 ]                      | [ 5 ]                       | [ 13 ]                      |                            |

## Teledyski
| Tytuł                        | Rok  | Reżyseria        | Źr.    |
| ---------------------------- | ---- | ---------------- | ------ |
| „Unfinished Business”        | 2008 | Simon Green      | [ 22 ] |
| „Death”                      | 2008 | Andreas Nilsson  | [ 23 ] |
| „To Lose My Life”            | 2009 | Andreas Nilsson  | [ 24 ] |
| „Farewell to the Fairground” | 2009 | Andreas Nilsson  | [ 25 ] |
| „Bigger than Us”             | 2010 | Jonas & François | [ 24 ] |
| „Strangers”                  | 2011 | nieznany         | [ 26 ] |
| „Holy Ghost”                 | 2011 | Canada           | [ 24 ] |
| „The Power & the Glory”      | 2011 | nieznany         | [ 27 ] |
| „There Goes Our Love Again”  | 2013 | James Slater     | [ 24 ] |
| „First Time Caller”          | 2013 | Nicolas Davenel  | [ 24 ] |
| „Take It Out on Me”          | 2016 | David Pablos     | [ 28 ] |
| „Morning in LA”              | 2016 | Chris Hugall     | [ 29 ] |
| „Hold Back Your Love”        | 2016 | David Pablos     | [ 24 ] |
| „Don't Want to Feel It All”  | 2016 | Alex Alvarez     | [ 30 ] |
| „Believe It”                 | 2018 | David Pablos     | [ 31 ] |
| „Tokyo”                      | 2019 | David Pablos     | [ 32 ] |
| „As I Try Not to Fall Apart” | 2021 | nieznany         | [ 33 ] |
| „I Don't Want to Go to Mars” | 2021 | nieznany         | [ 34 ] |
| „Am I Really Going to Die”   | 2022 | Balan Evans      | [ 24 ] |
| „Nothing On Me”              | 2025 | Laura Taylor     | [ 35 ] |